# Panna Cinka
Panna Cinka, född 1711, död 1772, var en ungersk-romsk violinist.
Född i Revúca i Slovakien, som då var Gemer i det dåtida Ungern. Hennes familj var romer och flera medlemmar var musikaliskt verksamma; hennes far var hovmusiker hos furst Francis II Rákóczi och sägs bland annat ha skrivit Rákóczimarsen tillsammans med hennes bröder. Panna Cinka ska ha spelat violin vid nio års ålder och studerade musik i Rožňava. Hon gifte sig med en romsk musiker och formade omkring år 1725 en orkester med sin make och svågrar; hon designade också bandets uniform. Orkestern turnerade i Europa och uppträdde inför olika adliga hov. 
Panna Cinka var berömd i sin samtid. Hon har kallats "Den zigenska Sapfo". Ungerska författare och musiker som Mór Jókai, Zoltán Kodály och Endre Dózsa har skildrat henne i sina verk, och Anna Gurji har gestaltat henne i en film av Dušan Rapoš.